# Schischkinia albispina
Schischkinia albispina (Bunge) Iljin, 1935 è una specie di pianta angiosperma dicotiledone della famiglia delle Asteraceae. Questa specie è anche l'unica del genere Schischkinia ljin, 1935.

## Descrizione
Le specie di questa voce sono piante erbacee annuali con portamenti nani. Gli steli sono ramificati fin dalla base.
Le foglie lungo il caule sono disposte in modo alterno ed hanno una lamina indivisa lineare con i margini formati da spine rigide biancastre. Le foglie distali sottendono le infiorescenze.
Le infiorescenze si compongono di capolini eterogami sessili e raggruppati. I capolini sono formati da un involucro a forma da cilindrica a ovoidale composto da brattee (o squame) all'interno del quale un ricettacolo fa da base ai fiori tutti tubulosi. Le brattee dell'involucro, disposte su più serie in modo embricato, hanno una consistenza erbacea; quelle più interne sono acute, colorate e visibili. Il ricettacolo normalmente ha poche e corte setole.
I fiori, pochi per capolino, sono tutti del tipo tubuloso. I fiori sono tetra-ciclici (ossia sono presenti 4 verticilli: calice – corolla – androceo – gineceo) e pentameri (ogni verticillo ha 5 elementi). I fiori in genere sono ermafroditi e actinomorfi. I fiori più esterni sono sterili (quelli centrali sono bisessuali).
- Formula fiorale:

- /x K {\displaystyle \infty }, [C (5), A (5)], G 2 (infero), achenio

- Calice: i sepali del calice sono ridotti ad una coroncina di squame.
- Corolla: la corolla in genere è colorata di giallastro (o rosa); il tubo è molto corto (quasi non si distingue dai lembi distali della corolla).
- Androceo: gli stami sono 5 con filamenti liberi, glabri e papillosi, mentre le antere sono saldate in un manicotto (o tubo) circondante lo stilo.[10]
- Gineceo: lo stilo è filiforme; gli stigmi dello stilo sono due divergenti e corti. L'ovario è infero uniloculare formato da 2 carpelli.

Il frutto è un achenio con pappo. Gli acheni, con forme molto compresse, sono glabri. Il pericarpo dell'achenio è sclerificato; alla sommità l'achenio è provvisto di un bordo dentellato. Il pappo (deciduo o persistente) è inserito in un anello parenchimatico sulla piastra apicale e in genere è doppio: la parte esterna è più lunga dell'achenio ed è formata da setole scabre; quella interna è molto corta o è formata da una solitaria e ampia scaglia. Un rudimentale elaisoma è presente. Gli acheni dei fiori sterili sono molto lunghi ed hanno un pappo ridotto ad una singola palea.

## Biologia
- Impollinazione: l'impollinazione avviene tramite insetti (impollinazione entomogama).
- Riproduzione: la fecondazione avviene fondamentalmente tramite l'impollinazione dei fiori (vedi sopra).
- Dispersione: i semi cadendo a terra (dopo essere stati trasportati per alcuni metri dal vento per merito del pappo – disseminazione anemocora) sono successivamente dispersi soprattutto da insetti tipo formiche (disseminazione mirmecoria).

## Distribuzione
Le specie di questa voce si trovano nei semi-deserti delle steppe dell'Asia centrale.

## Tassonomia
La famiglia di appartenenza di questa voce (Asteraceae o Compositae, nomen conservandum) probabilmente originaria del Sud America, è la più numerosa del mondo vegetale, comprende oltre 23.000 specie distribuite su 1.535 generi, oppure 22.750 specie e 1.530 generi secondo altre fonti (una delle checklist più aggiornata elenca fino a 1.679 generi). La famiglia attualmente (2021) è divisa in 16 sottofamiglie.
La tribù Cardueae a sua volta è suddivisa in 12 sottotribù (la sottotribù Centaureinae è una di queste).

### Filogenesi
La classificazione della sottotribù rimane ancora problematica e piena di incertezze. Nell'ambito della sottotribù questo genere fa parte del gruppo tassonomico informale denominato "Plectocephalus Group". Il gruppo, composto dai generi  Cheirolophus Cass., Crupina (Pers.) DC., Phalacrachena Iljin, Plectocephalus D. Don, Rhaponticoides Vaill., Schischkinia Iljin e Stizolophus Cass. è posizionato, da un punto di vista filogenetico, nella zona centrale delle Centaureinae e, in base alle attuali conoscenze, non si tratta di un clade monofiletico. In precedenti studi il gruppo "Plectocephalus" (chiamato con un nome diverso: "Basal Grade" o "Basal Genera") occupava una posizione più "basale". In altre ricerche questa specie è descritta all'interno del gruppo tassonomico informale denominato "Volutaria Group".

### Sinonimi
Sono elencati alcuni sinonimi per questa specie:
- Centaurea albispina (Bunge) B.Fedtsch.
- Microlonchus albispinus  Bunge
- Oligochaeta albispina  (Bunge) Briq.
- Oligochaeta leucosmerinx Rech.f. & Köie